# Memorial Marco Pantani 2023
Il Memorial Marco Pantani 2023, diciannovesima edizione della corsa e valida come prova dell'UCI Europe Tour 2023 categoria 1.1, si svolse il 17 settembre su un percorso di 193,3 km, con partenza da Riccione e arrivo a Cesenatico, in Italia. La vittoria fu appannaggio del kazako Aleksej Lucenko, il quale completò il percorso in 4h21'32", alla media di 44,346 km/h, precedendo lo svizzero Marc Hirschi e il francese Pavel Sivakov.
Sul traguardo di Cesenatico 15 ciclisti, dei 142 partiti da Riccione, portarono a termine la competizione.

## Squadre e corridori partecipanti
| N.      | Cod. | Squadra                           |
| ------- | ---- | --------------------------------- |
| 1-7     | AQT  | Astana Qazaqstan Team             |
| 11-17   | COF  | Cofidis                           |
| 21-27   | IGD  | Ineos Grenadiers                  |
| 31-37   | ICW  | Intermarché-Circus-Wanty          |
| 41-47   | JAY  | Team Jayco AlUla                  |
| 51-57   | UAD  | UAE Team Emirates                 |
| 61-67   | COR  | Corratec Selle Italia             |
| 71-77   | EOK  | Eolo-Kometa Cycling Team          |
| 81-87   | EUS  | Euskaltel-Euskadi                 |
| 91-97   | GBF  | Green Project-BardianiCSF-Faizanè |
| 101-107 | TEN  | TotalEnergies                     |

| N.      | Cod. | Squadra                            |
| ------- | ---- | ---------------------------------- |
| 111-117 | Q36  | Q36.5 Pro Cycling Team             |
| 121-127 | ITA  | Italia                             |
| 131-137 | BTC  | Beltrami TSA Tre Colli             |
| 141-148 | AZT  | D'Amico UM Tools                   |
| 151-157 | GEF  | General Store-Essegibi-F.lli Curia |
| 161-167 | GSS  | GW Shimano-Sidermec                |
| 171-177 | MGK  | MG.K Vis Colors for Peace          |
| 181-187 | TER  | Team Technipes inEmiliaRomagna     |
| 191-197 | IWD  | Work Service-Vitalcare-Dynatek     |
| 201-207 | WSA  | WSA KTM Graz p/b Leomo             |

## Ordine d'arrivo (Top 10)
| Pos. | Corridore         | Squadra     | Tempo    |
| ---- | ----------------- | ----------- | -------- |
| 1    | Aleksej Lucenko   | Astana      | 4h21'32" |
| 2    | Marc Hirschi      | UAE         | s.t.     |
| 3    | Pavel Sivakov     | Ineos       | s.t.     |
| 4    | Simon Yates       | Jayco       | a 1'57"  |
| 5    | Davide Formolo    | UAE         | s.t.     |
| 6    | Guillaume Martin  | Cofidis     | s.t.     |
| 7    | Georg Zimmermann  | Intermarché | a 4'06"  |
| 8    | Walter Calzoni    | Q36.5       | a 4'16"  |
| 9    | Vincenzo Albanese | Eolo        | s.t.     |
| 10   | Simone Velasco    | Astana      | s.t.     |